# Абинск
Абинск (на руски: Аби́нск) е град в Краснодарски край, Русия, административен център на Абински район. Населението му към 1 януари 2018 година е 38 176 души, жителите му са предимно руснаци.
Градът е разположен на 75 километра от административния център Краснодар.